# براقی
براقی (به عربی: براقی) یک شهرداری در الجزایر است که در Baraki District واقع شده‌است. براقی ۳۲ کیلومتر مربع مساحت و ۱۲۳٬۱۰۱ نفر جمعیت دارد و ۳۳ متر بالاتر از سطح دریا واقع شده‌است.